# Zoolea lobipes
Zoolea lobipes es una especie de mantis de la familia Mantidae.

## Distribución geográfica
Se encuentra en Argentina, Brasil, Guayana Francesa,  Colombia y Venezuela.